# Der letzte Tropfen
Der letzte Tropfen, auch der lustige Herr, ist ein Gemälde von Judith Leyster. Es wurde lange Zeit für ein Werk von Frans Hals gehalten, bis 1903 auf dem Krug die Signatur „JL*“ entdeckt wurde. Die Figur des Skeletts wurde einst übermalt und erst 1979 wiederentdeckt und in den 1990er Jahren bei Restaurierungsarbeiten freigelegt.

## Beschreibung
Die beiden feiernden, betrunkenen Männer des Gemäldes, scheinen die düstere Bedrohung durch das Skelett nicht zu sehen; oder zu ignorieren. Diese Vanitas-Motiv soll den Betrachter ermutigen, ein vorbildliches Leben zu führen, und die Zeit seines Daseins sinnvoll zu nutzen.
Der Trinkende (linke Figur) leert den bauchigen Krug bis zum letzten Tropfen. Seine Beine sind ungeschickt gespreizt, was andeutet, dass er betrunken ist und Halt sucht. Sein Begleiter, der Raucher, macht ein albernes Gesicht und bringt dadurch den Betrachter zum Schmunzeln. An seiner Trunkenheit, unterstrichen durch die geöffnete Kleidung, gibt es wenig Zweifel. Er wedelt mit einer rauchenden Pfeife, die er in der rechten Hand hält, und greift mit der Linken den Boden des bis zum letzten Tropfen geleerten Bechers auf eine Weise, dass dessen Öffnung nach unten zeigt. Die Pfeife symbolisiert seine Existenz, die im Rauch aufgeht.
Das Skelett beäugt die Trinker aus der Nähe und betrachtet den Trinkenden anscheinend mit Genugtuung. Das Skelett stellt moralische Laster und/oder den Tod dar. In den Händen hält es eine Kerze und eine Sanduhr. Beides sind Symbole für die Vergänglichkeit des Lebens. Das Skelett hält neben der Kerze auch einen Totenschädel in der linken Hand. Leyster benützte beides, Skelett und Schädel, als Zeichen des Todes und unterstrich damit die eindringliche Botschaft.
Die rote Kleidung des Rauchers kann als Indiz dafür gewertet werden, dass sich das Trinkgelage am „Vastenavond“ stattfand, das heißt in der Nacht vor Beginn der Fastenzeit. In Holland fanden an diesem Abend häufig Trinkexzesse statt, um sich auf das Fasten und die Enthaltsamkeit vorzubereiten. Das Gemälde könnte vor den Folgen solcher Ausschweifungen warnen. Die beiden Feiernden ignorieren in ihrem ausschweifenden Zustand die bedrohliche Präsenz des Skeletts.

## Restaurierung

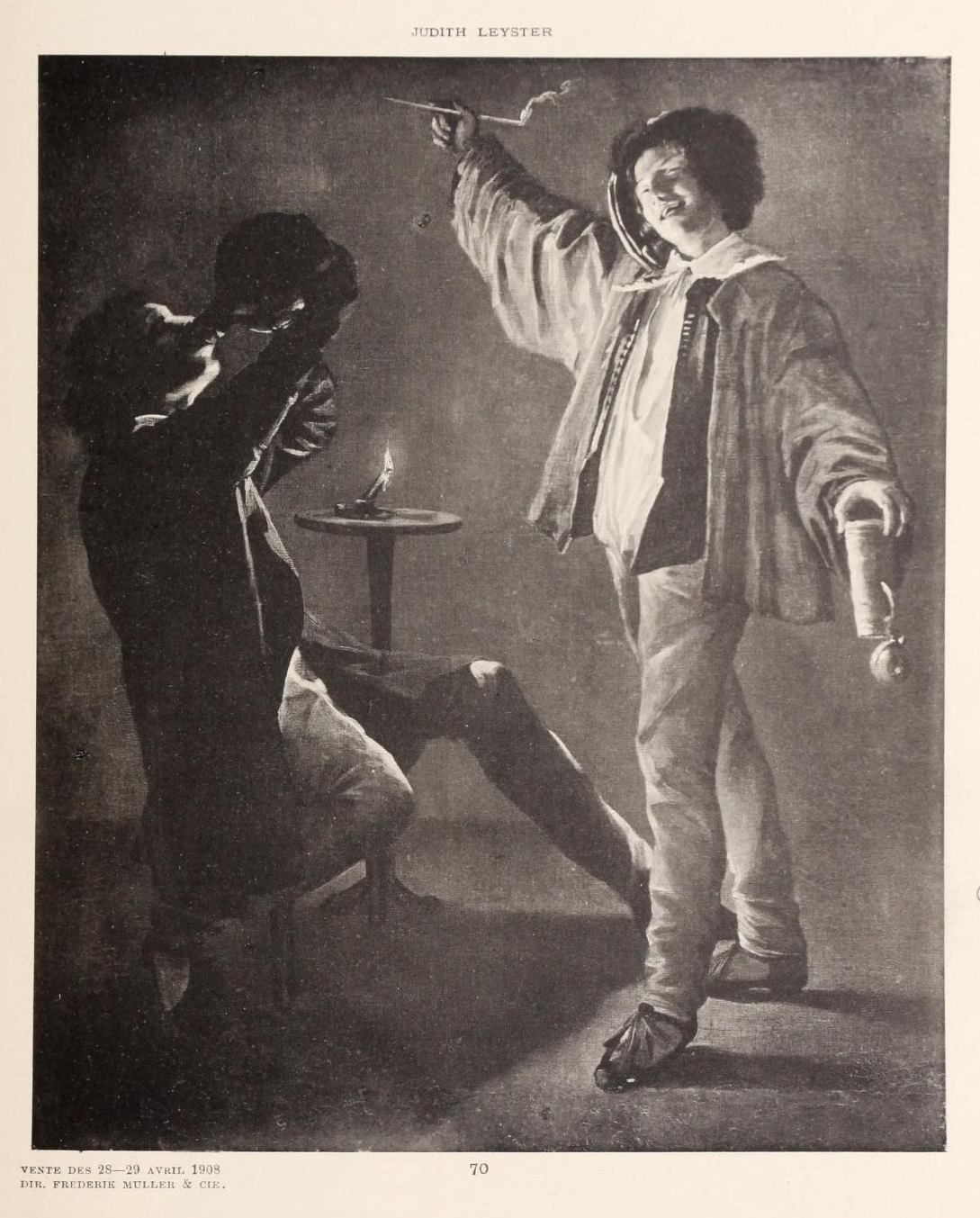
Bild des Auktionskatalogs von Frederik Muller & Co., April 1908

Im Auktionskatalog vom April 1908 des Auktionshauses Frederik Muller & Co. war das mahnende Skelett übermalt und durch ein Tischchen mit Kerze ersetzt. Die mögliche Gegenwart des Skeletts im Original von Leyster wurde erst 1979 in einer Atelierkopie des Bildes wiederentdeckt, welches die Leyster-Forscherin Frima Fox Hofrichter auf dem Amsterdamer Kunstmarkt ausfindig machte. Um Klarheit zu bekommen, wurde in den 1990er Jahren das Gemälde mit Röntgenstrahlen untersucht. Infolgedessen wurde das Gemälde restauriert, wobei die neu hinzugekommenen Motive Kerze und Tischchen entfernt und das Skelett wieder freigelegt wurde.
Warum und wann das Skelett übermalt wurde, ist nicht bekannt. Das Motiv des allgegenwärtigen Todes, war wohl einem späteren Besitzer oder Händler zu drastisch. Ohne das Skelett würde das Gemälde eine heitere Szene darstellen, die frei von moralisierenden Untertönen ist. Dieses Motiv entsprach eher den Vorlieben des achtzehnten und frühen neunzehnten Jahrhunderts.

## Attribution des Gemäldes

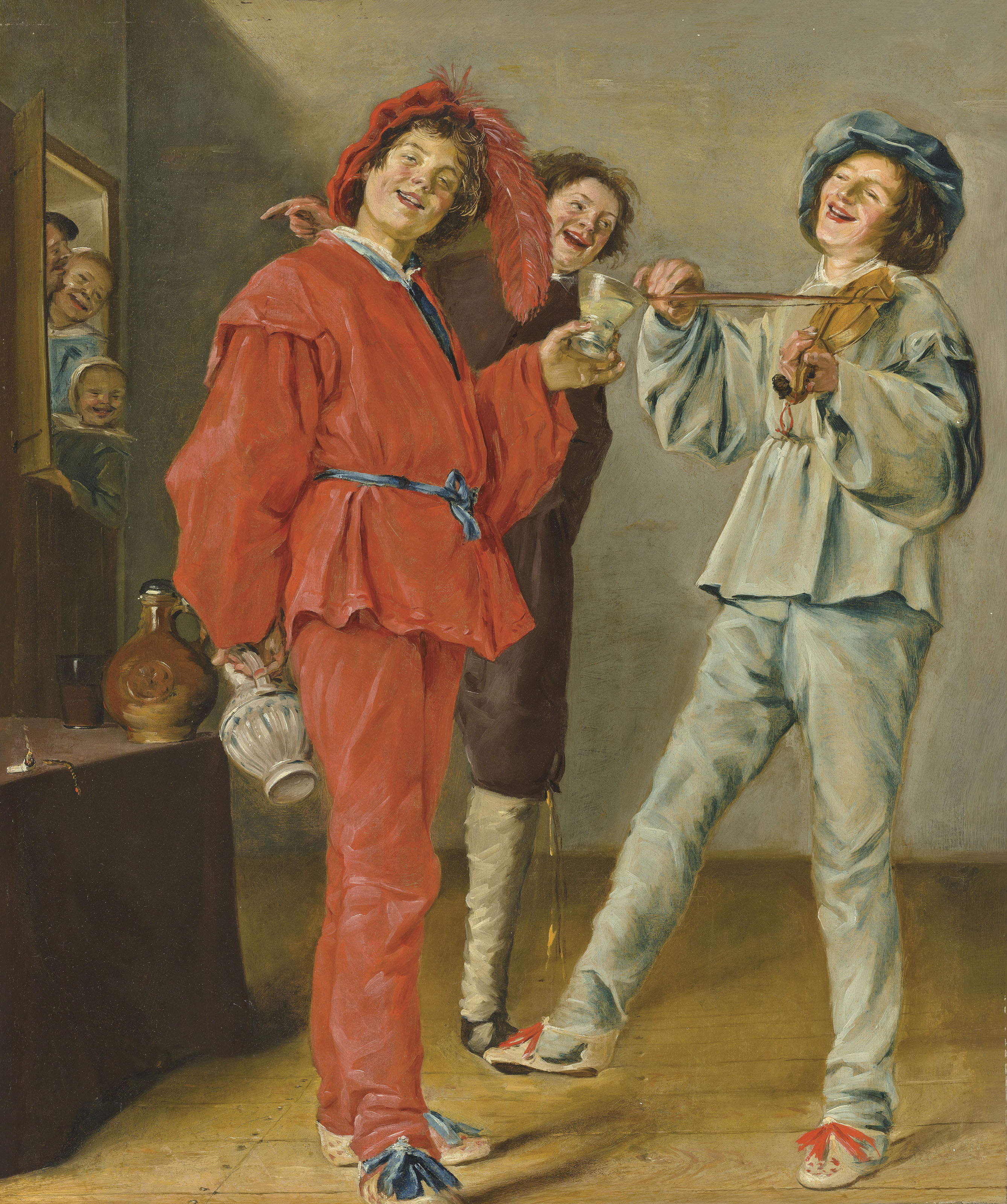
Das lustige Trio von Judith Leyster

Die beiden Genrebilder Der letzte Tropfen und Das fröhliche Trio gelten als Gegenstücke desselben Themas, obwohl die Maße der Gemälde nicht übereinstimmen. Das fröhliche Trio zeigt den Beginn der fröhlichen Runde, während Der letzte Tropfen das Finale des Gelages darstellt. 1903 stellte der britische Kunstsammler George Donaldson beide Werke gemeinsam aus und nannte sowohl Judith Leyster als auch Frans Hals als Urheber der Werke. Der letzte Tropfen wurde lange Zeit für ein Werk von Frans Hals gehalten, bis 1903 auf dem Krug die Signatur „JL*“ entdeckt wurde. Trotz dieser Entdeckung wurde noch in der Londoner Ausstellung Painters of the Dutch School, die 1904 in der Guildhall Art Gallery stattfand, Frans Hals als Urheber des Werkes genannt.

## Provenienz
Leyster hatte das Werk nicht datiert. Juliane Harms gab 1927 als Entstehungsjahr 1631 bis 1633 an, in denen die Künstlerin anderen Gemälden mit Szenen im Kerzenlicht malte. Das Werk befand sich um 1903 in der Sammlung von George Donaldson (London). Danach war es möglicherweise Teil der Sammlung von Cornelis Hoogendyk (Den Haag). Bei einer Auktion von Frederik Muller & Co. (Amsterdam) vom 28.–29. April 1908 wurde das Gemälde schließlich von John G. Johnson auf Empfehlung von Roger Fry erworben. Johnson vermachte das Bild nach seinem Tod 1917 dem Philadelphia Museum of Art. Dort ist es im dritten Stock des Hauptgebäudes in der Galerie 364, Europäische Kunst von 1500–1850, ausgestellt.